# Savanntoko
Savanntoko (Tockus deckeni) är en fågel i familjen näshornsfåglar inom ordningen härfåglar och näshornsfåglar.

## Utbredning och systematik
Fågeln lever i Etiopien, södra Somalia, Kenya, nordöstra Uganda och Tanzania. Vissa inkluderar turkanatoko (T. jacksoni) som en underart.

## Status och hot
Arten har ett stort utbredningsområde, men tros minska i antal, dock inte tillräckligt kraftigt för att den ska betraktas som hotad. Internationella naturvårdsunionen IUCN listar arten som livskraftig (LC).

## Namn
Fågelns vetenskapliga artnamn hedrar Karl Klaus Freiherr von der Decken (1833-1865), tysk upptäcktsresande i Östafrika och på Madagaskar 1860-1865.

## Bildgalleri

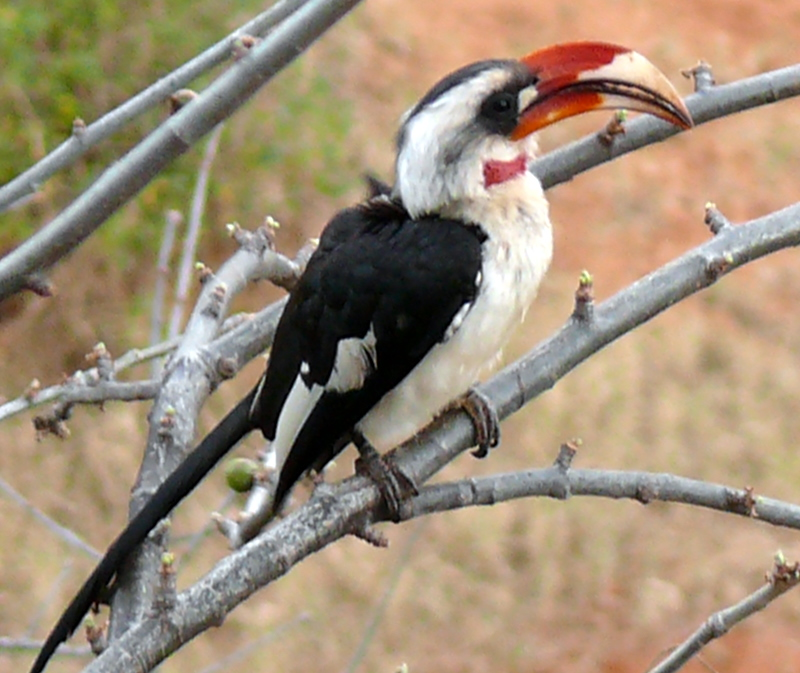
Hane
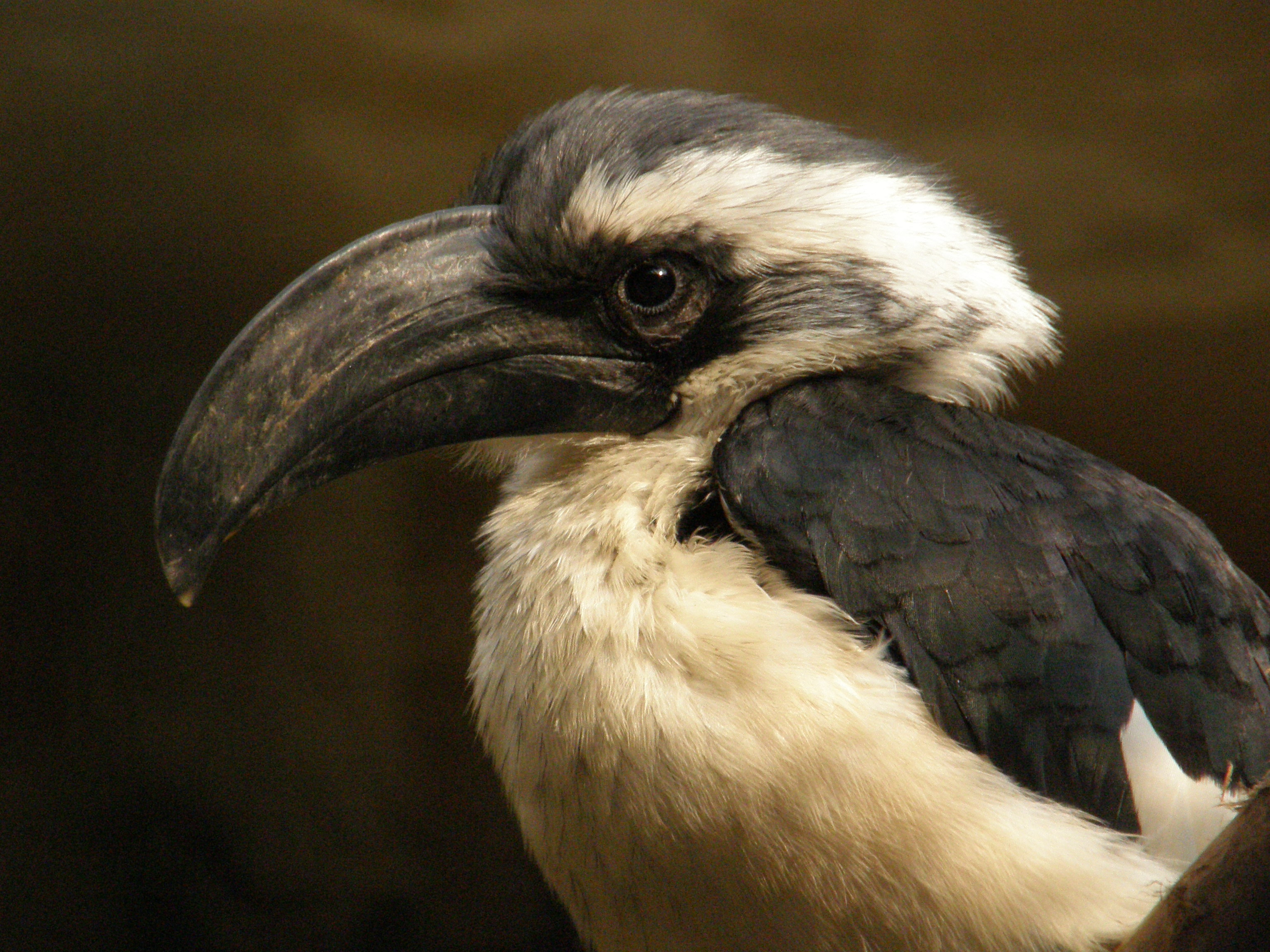
Hona